# Élections législatives de 2022 dans la Marne
Les élections législatives françaises de 2022 dans la Marne se déroulent les 12 et 19 juin 2022. Dans le département, cinq députés sont à élire dans le cadre de cinq circonscriptions.

## Contexte

### Résultats de l'élection présidentielle de 2022 par circonscription
| Circonscription | 1er tour | 1er tour | 1er tour  |         | 2d tour | 2d tour |
| Circonscription | Macron   | Le Pen   | Mélenchon | Macron  | Le Pen  |         |
| --------------- | -------- | -------- | --------- | ------- | ------- | ------- |
| Circonscription |          |          |           |         |         |         |
| 1re             | 30,36 %  | 25,69 %  | 19,38 %   | 58,32 % | 41,68 % |         |
| 2e              | 31,70 %  | 25,15 %  | 17,83 %   | 59,49 % | 40,51 % |         |
| 3e              | 27,93 %  | 32,02 %  | 14,88 %   | 50,00 % | 50,00 % |         |
| 4e              | 28,04 %  | 30,55 %  | 15,86 %   | 51,05 % | 48,95 % |         |
| 5e              | 25,42 %  | 38,64 %  | 10,68 %   | 42,82 % | 57,18 % |         |

## Système électoral
Les élections législatives ont lieu au scrutin uninominal majoritaire à deux tours dans des circonscriptions uninominales.
Est élu au premier tour le candidat qui réunit la majorité absolue des suffrages exprimés et un nombre de voix au moins égal au quart (25 %) des électeurs inscrits dans la circonscription. Si aucun des candidats ne satisfait ces conditions, un second tour est organisé entre les candidats ayant réuni un nombre de voix au moins égal à un huitième des inscrits (12,5 %) ; les deux candidats arrivés en tête du premier tour se maintiennent néanmoins par défaut si un seul ou aucun d'entre eux n'a atteint ce seuil. Au second tour, le candidat arrivé en tête est déclaré élu.
Le seuil de qualification basé sur un pourcentage du total des inscrits et non des suffrages exprimés rend plus difficile l'accès au second tour lorsque l'abstention est élevée. Le système permet en revanche l'accès au second tour de plus de deux candidats si plusieurs d'entre eux franchissent le seuil de 12,5 % des inscrits. Les candidats en lice au second tour peuvent ainsi être trois, un cas de figure appelé « triangulaire ». Les second tours où s'affrontent quatre candidats, appelés « quadrangulaire » sont également possibles, mais beaucoup plus rares.

### Partis et nuances
Les résultats des élections sont publiés en France par le ministère de l'Intérieur, qui classe les partis en leur attribuant des nuances politiques. Ces dernières sont décidées par les préfets, qui les attribuent indifféremment de l'étiquette politique déclarée par les candidats, qui peut être celle d'un parti ou une candidature sans étiquette.
En 2022, seules les coalitions Ensemble (ENS) et Nouvelle Union populaire écologique et sociale (NUP), ainsi que le Parti radical de gauche (RDG), l'Union des démocrates et indépendants (UDI), Les Républicains (LR), le Rassemblement national (RN) et Reconquête (REC) se voient attribuer  une nuance propre,,.
Tous les autres partis se voient attribuer l'une ou l'autre des nuances suivantes : DXG (divers extrême gauche), DVG (divers gauche), ECO (écologiste), REG (régionaliste), DVC (divers centre), DVD (divers droite), DSV (droite souverainiste) et DXD (divers extrême droite). Des partis comme Debout la France ou Lutte ouvrière ne disposent ainsi pas de nuance propre, et leurs résultats nationaux ne sont pas publiés séparément par le ministère, car mélangés avec d'autres partis (respectivement dans les nuances DSV et DXG),.

## Résultats

### Élus
| Circonscription | Député sortant     | Parti | Parti | Groupe | Député élu ou réélu | Parti | Parti    | Groupe |
| --------------- | ------------------ | ----- | ----- | ------ | ------------------- | ----- | -------- | ------ |
| 1re             | Valérie Beauvais   |       | LR    | LR     | Xavier Albertini    |       | HOR      | HOR    |
| 2e              | Aina Kuric         |       | HOR   | AE     | Anne-Sophie Frigout |       | LAF - RN | RN     |
| 3e              | Éric Girardin      |       | LREM  | LREM   | Éric Girardin       |       | LREM     | RE     |
| 4e              | Lise Magnier       |       | HOR   | AE     | Lise Magnier        |       | HOR      | HOR    |
| 5e              | Charles de Courson |       | LC    | LT     | Charles de Courson  |       | LC       | LIOT   |

### Résultats à l'échelle du département

#### Résultats par coalition
| Parti et coalition                                           | Parti et coalition                                           | Parti et coalition          | Premier tour | Premier tour | Premier tour | Second tour   | Second tour   | Second tour | Total Sièges  | +/-           |  |
| Parti et coalition                                           | Parti et coalition                                           | Parti et coalition          | Voix         | %            | Sièges       | Voix          | %             | Sièges      | Total Sièges  | +/-           |  |
| ------------------------------------------------------------ | ------------------------------------------------------------ | --------------------------- | ------------ | ------------ | ------------ | ------------- | ------------- | ----------- | ------------- | ------------- |  |
|                                                              |                                                              | Rassemblement national (RN) | 36 222       | 21,20        | 0            | 42 365        | 27,69         | 0           | 0             | en stagnation |  |
|                                                              | L'Avenir français - Rassemblement national (LAF - RN)        | 7 213                       | 4,22         | 0            | 14 650       | 9,58          | 1             | 1           | Nv            |               |  |
| Total Rassemblement national et alliés (RN)                  | Total Rassemblement national et alliés (RN)                  | 43 435                      | 25,43        | 0            | 57 015       | 37,27         | 1             | 1           | 1             |               |  |
|                                                              |                                                              | Horizons (H)                | 20 449       | 11,97        | 0            | 33 191        | 21,70         | 2           | 2             | Nv            |  |
|                                                              | La République en marche (LREM)                               | 17 805                      | 10,42        | 0            | 16 836       | 11,01         | 1             | 1           | 1             |               |  |
|                                                              | Mouvement démocrate (MoDem)                                  | 3 268                       | 1,91         | 0            |              |               |               | 0           | Nv            |               |  |
| Total Ensemble (ENS)                                         | Total Ensemble (ENS)                                         | 41 522                      | 24,31        | 0            | 50 027       | 32,70         | 3             | 3           | 1             |               |  |
|                                                              |                                                              | La France insoumise (LFI)   | 17 846       | 10,45        | 0            | 12 080        | 7,90          | 0           | 0             | en stagnation |  |
|                                                              | Europe Écologie Les Verts (EELV)                             | 7 737                       | 4,53         | 0            | 12 536       | 8,19          | 0             | 0           | en stagnation |               |  |
|                                                              | Parti communiste français (PCF)                              | 6 302                       | 3,69         | 0            |              |               |               | 0           | en stagnation |               |  |
| Total Nouvelle Union populaire écologique et sociale (NUPES) | Total Nouvelle Union populaire écologique et sociale (NUPES) | 31 885                      | 18,67        | 0            | 24 616       | 16,09         | 0             | 0           | en stagnation |               |  |
|                                                              |                                                              | Les Centristes (LC)         | 16 329       | 9,56         | 0            | 21 325        | 13,94         | 1           | 1             | Nv            |  |
|                                                              | Les Républicains (LR)                                        | 15 170                      | 8,88         | 0            |              |               |               | 0           | 2             |               |  |
| Total Union de la droite et du centre (UDC)                  | Total Union de la droite et du centre (UDC)                  | 31 499                      | 18,44        | 0            | 21 325       | 13,94         | 1             | 1           | 2             |               |  |
|                                                              | Reconquête (REC)                                             | Reconquête (REC)            | 6 836        | 4,00         | 0            |               |               |             | 0             | Nv            |  |
|                                                              | Écologie au centre (ÉAC)                                     | Écologie au centre (ÉAC)    | 4 602        | 2,69         | 0            | 0             | en stagnation |             |               |               |  |
|                                                              | Dissidente Ensemble                                          | Dissidente Ensemble         | 4 103        | 2,40         | 0            | 0             | Nv            |             |               |               |  |
|                                                              |                                                              | Debout la France (DLF)      | 1 196        | 0,70         | 0            | 0             | en stagnation |             |               |               |  |
|                                                              | Les Patriotes (LP)                                           | 1 139                       | 0,67         | 0            | 0            | Nv            |               |             |               |               |  |
| Total Union pour la France (UPF)                             | Total Union pour la France (UPF)                             | 2 335                       | 1,37         | 0            | 0            | en stagnation |               |             |               |               |  |
|                                                              | Lutte ouvrière (LO)                                          | Lutte ouvrière (LO)         | 2 313        | 1,35         | 0            | 0             | en stagnation |             |               |               |  |
|                                                              | Parti animaliste (PA)                                        | Parti animaliste (PA)       | 2 292        | 1,34         | 0            | 0             | Nv            |             |               |               |  |
|                                                              |                                                              | République souveraine (RS)  | 0            | 0,00         | 0            | 0             | Nv            |             |               |               |  |
| Total La Raison du peuple (LRDP)                             | Total La Raison du peuple (LRDP)                             | 0                           | 0,00         | 0            | 0            | Nv            |               |             |               |               |  |
|                                                              |                                                              |                             |              |              |              |               |               |             |               |               |  |
| Suffrages exprimés                                           | Suffrages exprimés                                           | Suffrages exprimés          | 170 822      | 97,58        |              | 152 983       | 91,16         |             |               |               |  |
| Votes blancs                                                 | Votes blancs                                                 | Votes blancs                | 2 347        | 1,34         | 11 513       | 6,86          |               |             |               |               |  |
| Votes nuls                                                   | Votes nuls                                                   | Votes nuls                  | 1 891        | 1,08         | 3 322        | 1,98          |               |             |               |               |  |
| Total                                                        | Total                                                        | Total                       | 175 060      | 100          | 0            | 167 818       | 100           | 5           | 5             | en stagnation |  |
| Abstentions                                                  | Abstentions                                                  | Abstentions                 | 207 127      | 54,20        |              | 214 468       | 56,10         |             |               |               |  |
| Inscrits/Participation                                       | Inscrits/Participation                                       | Inscrits/Participation      | 382 187      | 45,80        | 382 286      | 43,90         |               |             |               |               |  |

#### Résultats par nuance
| Nuance                 | Nuance                                         | Nuance                 | Premier tour | Premier tour | Premier tour | Second tour | Second tour   | Second tour | Total Sièges | +/-           |
| Nuance                 | Nuance                                         | Nuance                 | Voix         | %            | Sièges       | Voix        | %             | Sièges      | Total Sièges | +/-           |
| ---------------------- | ---------------------------------------------- | ---------------------- | ------------ | ------------ | ------------ | ----------- | ------------- | ----------- | ------------ | ------------- |
|                        | Rassemblement national                         | RN                     | 43 435       | 25,43        | 0            | 57 015      | 37,27         | 1           | 1            | 1             |
|                        | Ensemble !                                     | ENS                    | 41 522       | 24,31        | 0            | 50 027      | 32,70         | 3           | 3            | 1             |
|                        | Nouvelle Union populaire écologique et sociale | NUP                    | 31 885       | 18,67        | 0            | 24 616      | 16,09         | 0           | 0            | en stagnation |
|                        | Divers droite                                  | DVD                    | 16 329       | 9,56         | 0            | 21 325      | 13,94         | 1           | 1            | 1             |
|                        | Les Républicains (LR)                          | LR                     | 15 170       | 8,88         | 0            |             |               |             | 0            | 2             |
|                        | Reconquête                                     | REC                    | 6 836        | 4,00         | 0            | 0           | Nv            |             |              |               |
|                        | Écologiste                                     | ECO                    | 5 590        | 3,27         | 0            | 0           | en stagnation |             |              |               |
|                        | Divers centre                                  | DVC                    | 4 103        | 2,40         | 0            | 0           | Nv            |             |              |               |
|                        | Droite souverainiste                           | DSV                    | 2 335        | 1,37         | 0            | 0           | en stagnation |             |              |               |
|                        | Divers extrême gauche                          | DXG                    | 2 313        | 1,35         | 0            | 0           | en stagnation |             |              |               |
|                        | Divers                                         | DIV                    | 1 304        | 0,76         | 0            | 0           | en stagnation |             |              |               |
|                        |                                                |                        |              |              |              |             |               |             |              |               |
| Suffrages exprimés     | Suffrages exprimés                             | Suffrages exprimés     | 170 822      | 97,58        |              | 152 983     | 91,16         |             |              |               |
| Votes blancs           | Votes blancs                                   | Votes blancs           | 2 347        | 1,34         | 11 513       | 6,86        |               |             |              |               |
| Votes nuls             | Votes nuls                                     | Votes nuls             | 1 891        | 1,08         | 3 322        | 1,98        |               |             |              |               |
| Total                  | Total                                          | Total                  | 175 060      | 100          | 0            | 167 818     | 100           | 5           | 5            | en stagnation |
| Abstentions            | Abstentions                                    | Abstentions            | 207 127      | 54,20        |              | 214 468     | 56,10         |             |              |               |
| Inscrits/Participation | Inscrits/Participation                         | Inscrits/Participation | 382 187      | 45,80        | 382 286      | 43,90       |               |             |              |               |

### Cartes

Nuance politique des candidats arrivés en tête dans chaque commune au 1er tour.
Nuance politique des candidats arrivés en tête dans chaque commune au 2e tour.

### Résultats par circonscription

#### Première circonscription
Députée sortante : Valérie Beauvais (Les Républicains).
| Candidat                 | Candidat                 | Parti et coalition       | Nuance                   | Premier tour | Premier tour | Second tour | Second tour |
| Candidat                 | Candidat                 | Parti et coalition       | Nuance                   | Voix         | %            | Voix        | %           |
| ------------------------ | ------------------------ | ------------------------ | ------------------------ | ------------ | ------------ | ----------- | ----------- |
|                          | Xavier Albertini         | H (ENS)                  | ENS                      | 9 120        | 28,51        | 15 897      | 55,91       |
|                          | Évelyne Bourgoin         | EELV (NUPES)             | NUP                      | 7 737        | 24,19        | 12 536      | 44,09       |
|                          | Roger Paris              | RN                       | RN                       | 6 485        | 20,28        |             |             |
|                          | Valérie Beauvais         | LR (UDC)                 | LR                       | 4 975        | 15,55        |             |             |
|                          | Florian Benadassi        | REC                      | REC                      | 1 389        | 4,34         |             |             |
|                          | Céline Brunhoso          | EAC                      | ECO                      | 843          | 2,64         |             |             |
|                          | Olivier Maréchal         | PA                       | DIV                      | 594          | 1,86         |             |             |
|                          | Vincent Varlet           | LO                       | DXG                      | 494          | 1,54         |             |             |
|                          | Corentin Dejoie          | LP (UPF)                 | DSV                      | 347          | 1,08         |             |             |
|                          |                          |                          |                          |              |              |             |             |
| Votes valides            | Votes valides            | Votes valides            | Votes valides            | 31 984       | 98,57        | 28 433      | 92,01       |
| Votes blancs             | Votes blancs             | Votes blancs             | Votes blancs             | 342          | 1,05         | 1 721       | 5,57        |
| Votes nuls               | Votes nuls               | Votes nuls               | Votes nuls               | 121          | 0,38         | 749         | 2,42        |
| Total                    | Total                    | Total                    | Total                    | 32 447       | 100          | 30 903      | 100         |
| Abstention               | Abstention               | Abstention               | Abstention               | 42 006       | 56,42        | 43 568      | 58,50       |
| Inscrits / participation | Inscrits / participation | Inscrits / participation | Inscrits / participation | 74 453       | 43,58        | 74 471      | 41,50       |

#### Deuxième circonscription
Députée sortante : Aina Kuric (Horizons).
| Candidat                 | Candidat                 | Parti et coalition       | Nuance                   | Premier tour | Premier tour | Second tour | Second tour |
| Candidat                 | Candidat                 | Parti et coalition       | Nuance                   | Voix         | %            | Voix        | %           |
| ------------------------ | ------------------------ | ------------------------ | ------------------------ | ------------ | ------------ | ----------- | ----------- |
|                          | Lynda Méguenine          | LFI (NUPES)              | NUP                      | 7 369        | 22,46        | 12 080      | 45,19       |
|                          | Anne-Sophie Frigout      | LAF - RN                 | RN                       | 7 213        | 21,98        | 14 650      | 54,81       |
|                          | Laure Miller             | LREM (ENS)               | ENS                      | 6 964        | 21,23        |             |             |
|                          | Aina Kuric,              | HOR diss.                | DVC                      | 4 103        | 12,51        |             |             |
|                          | Stéphane Lang            | LR (UDC)                 | LR                       | 3 565        | 10,87        |             |             |
|                          | Jean-Claude Philipot     | REC                      | REC                      | 1 603        | 4,89         |             |             |
|                          | Nesma Sayoud             | EAC                      | ECO                      | 1 139        | 3,47         |             |             |
|                          | Thomas Rose              | LO                       | DXG                      | 461          | 1,41         |             |             |
|                          | Werner Laventure         | LP (UPF)                 | DSV                      | 392          | 1,19         |             |             |
|                          |                          |                          |                          |              |              |             |             |
| Votes valides            | Votes valides            | Votes valides            | Votes valides            | 32 809       | 95,51        | 26 730      | 82,01       |
| Votes blancs             | Votes blancs             | Votes blancs             | Votes blancs             | 433          | 1,26         | 4 716       | 14,47       |
| Votes nuls               | Votes nuls               | Votes nuls               | Votes nuls               | 1 108        | 3,23         | 1 146       | 3,52        |
| Total                    | Total                    | Total                    | Total                    | 34 350       | 100          | 32 592      | 100         |
| Abstention               | Abstention               | Abstention               | Abstention               | 40 287       | 53,98        | 42 070      | 56,34       |
| Inscrits / participation | Inscrits / participation | Inscrits / participation | Inscrits / participation | 74 637       | 46,02        | 74 662      | 43,66       |

À la suite de cette élection, Laure Miller, la candidate d'Ensemble, effectue un recours. En effet, dans un premier temps, des bulletins en sa faveur ont été validés par la commission de propagande alors qu'ils comportaient la mention "La candidate officielle d'Emmanuel Macron", ce qui n'est pas permis par la loi électorale, avant qu'ils soient remplacés par des bulletins valides. Malgré tout, 965 bulletins comportant cette mention irrégulière ont été utilisés par des électeurs et ont été comptabilisés comme nuls, ce qui représente un nombre de voix suffisant pour qu'elle se qualifie au 2d tour. Par conséquent, le 2 décembre 2022, le conseil constitutionnel annule l'élection.
Les électeurs de la deuxième circonscription de la Marne sont appelés aux urnes le 22 et 29 janvier 2023 pour une élection partielle. Lors de celle-ci Laure Miller bat au 2d tour Anne-Sophie Frigout (L'Avenir français - Rassemblement national) qui avait été élue députée en juin dernier.

#### Troisième circonscription
Député sortant : Éric Girardin (La République en marche).
| Candidat                 | Candidat                 | Parti et coalition       | Nuance                   | Premier tour | Premier tour | Second tour | Second tour |
| Candidat                 | Candidat                 | Parti et coalition       | Nuance                   | Voix         | %            | Voix        | %           |
| ------------------------ | ------------------------ | ------------------------ | ------------------------ | ------------ | ------------ | ----------- | ----------- |
|                          | Éric Girardin            | LREM (ENS)               | ENS                      | 10 841       | 30,77        | 16 836      | 51,43       |
|                          | Jennifer Marc            | RN                       | RN                       | 10 215       | 28,99        | 15 897      | 48,57       |
|                          | Chantal Berthélémy       | PCF (NUPES)              | NUP                      | 6 302        | 17,88        |             |             |
|                          | Antoine Jacquet          | LR (UDC)                 | LR                       | 3 169        | 8,99         |             |             |
|                          | Thomas Adnot             | REC                      | REC                      | 1 601        | 4,54         |             |             |
|                          | Johanna Jabbour          | DLF (UPF)                | DSV                      | 1 030        | 2,92         |             |             |
|                          | Sonia D'Orgeville        | EAC                      | ECO                      | 789          | 2,24         |             |             |
|                          | Bertrand Debarle         | PA                       | DIV                      | 710          | 2,01         |             |             |
|                          | Charlotte Cormerais      | LO                       | DXG                      | 581          | 1,65         |             |             |
|                          |                          |                          |                          |              |              |             |             |
| Votes valides            | Votes valides            | Votes valides            | Votes valides            | 35 238       | 97,29        | 32 733      | 92,46       |
| Votes blancs             | Votes blancs             | Votes blancs             | Votes blancs             | 632          | 1,74         | 2 156       | 6,09        |
| Votes nuls               | Votes nuls               | Votes nuls               | Votes nuls               | 350          | 0,97         | 513         | 1,45        |
| Total                    | Total                    | Total                    | Total                    | 36 220       | 100          | 35 402      | 100         |
| Abstention               | Abstention               | Abstention               | Abstention               | 43 801       | 54,74        | 44 656      | 55,78       |
| Inscrits / participation | Inscrits / participation | Inscrits / participation | Inscrits / participation | 80 021       | 45,26        | 80 058      | 44,22       |

#### Quatrième circonscription
Députée sortante : Lise Magnier (Horizons).
| Candidat                 | Candidat                 | Parti et coalition       | Nuance                   | Premier tour | Premier tour | Second tour | Second tour |
| Candidat                 | Candidat                 | Parti et coalition       | Nuance                   | Voix         | %            | Voix        | %           |
| ------------------------ | ------------------------ | ------------------------ | ------------------------ | ------------ | ------------ | ----------- | ----------- |
|                          | Lise Magnier             | H (ENS)                  | ENS                      | 11 329       | 33,20        | 17 294      | 55,33       |
|                          | Thierry Besson           | RN                       | RN                       | 9 533        | 27,93        | 13 962      | 44,67       |
|                          | Anthony Smith            | LFI (NUPES)              | NUP                      | 6 411        | 18,79        |             |             |
|                          | Jean-Louis Devaux        | LR (UDC)                 | LR                       | 3 461        | 10,14        |             |             |
|                          | Pascal Picart            | EAC                      | ECO                      | 1 153        | 3,38         |             |             |
|                          | Émilie Laurence Bry      | REC                      | REC                      | 950          | 2,78         |             |             |
|                          | Rémy Cruz                | PA                       | ECO                      | 680          | 1,99         |             |             |
|                          | Laurent Gosseau          | LO                       | DXG                      | 443          | 1,30         |             |             |
|                          | Irma Thenance            | DLF (UPF)                | DSV                      | 166          | 0,49         |             |             |
|                          | Georges Kuzmanovic       | RS (LRDP)                | DIV                      | 0            | 0,00         |             |             |
|                          |                          |                          |                          |              |              |             |             |
| Votes valides            | Votes valides            | Votes valides            | Votes valides            | 34 126       | 98,09        | 31 256      | 92,75       |
| Votes blancs             | Votes blancs             | Votes blancs             | Votes blancs             | 499          | 1,43         | 1 848       | 5,48        |
| Votes nuls               | Votes nuls               | Votes nuls               | Votes nuls               | 165          | 0,47         | 596         | 1,77        |
| Total                    | Total                    | Total                    | Total                    | 34 790       | 100          | 33 700      | 100         |
| Abstention               | Abstention               | Abstention               | Abstention               | 42 298       | 54,87        | 43 398      | 56,29       |
| Inscrits / participation | Inscrits / participation | Inscrits / participation | Inscrits / participation | 77 088       | 45,13        | 77 098      | 43,71       |

#### Cinquième circonscription
Député sortant : Charles de Courson (Les Centristes).
| Candidat                 | Candidat                   | Parti et coalition       | Nuance                   | Premier tour | Premier tour | Second tour | Second tour |
| Candidat                 | Candidat                   | Parti et coalition       | Nuance                   | Voix         | %            | Voix        | %           |
| ------------------------ | -------------------------- | ------------------------ | ------------------------ | ------------ | ------------ | ----------- | ----------- |
|                          | Charles de Courson         | LC (UDC)                 | DVD                      | 16 329       | 44,54        | 21 325      | 63,03       |
|                          | Pierre-Romain Thionnet     | RN                       | RN                       | 9 989        | 27,24        | 12 506      | 36,97       |
|                          | Karine Le Luron            | LFI (NUPES)              | NUP                      | 4 066        | 11,09        |             |             |
|                          | Isabelle Pestre            | MoDem (ENS)              | ENS                      | 3 268        | 8,91         |             |             |
|                          | Emmanuel Renoud            | REC                      | REC                      | 1 293        | 3,53         |             |             |
|                          | Lucie Martins              | EAC                      | ECO                      | 678          | 1,85         |             |             |
|                          | Marie-Amélie de la Rochère | LP (UPF)                 | DSV                      | 400          | 1,09         |             |             |
|                          | Joëlle Bastien             | LO                       | DXG                      | 334          | 0,91         |             |             |
|                          | Camille Brunel             | PA                       | ECO                      | 308          | 0,84         |             |             |
|                          |                            |                          |                          |              |              |             |             |
| Votes valides            | Votes valides              | Votes valides            | Votes valides            | 36 665       | 98,42        | 33 831      | 96,05       |
| Votes blancs             | Votes blancs               | Votes blancs             | Votes blancs             | 441          | 1,18         | 1 072       | 3,04        |
| Votes nuls               | Votes nuls                 | Votes nuls               | Votes nuls               | 147          | 0,39         | 318         | 0,90        |
| Total                    | Total                      | Total                    | Total                    | 37 253       | 100          | 35 221      | 100         |
| Abstention               | Abstention                 | Abstention               | Abstention               | 38 735       | 50,98        | 40 776      | 53,65       |
| Inscrits / participation | Inscrits / participation   | Inscrits / participation | Inscrits / participation | 75 988       | 49,02        | 75 997      | 46,35       |